# Tetrorchidium rubrivenium
Tetrorchidium rubrivenium là một loài thực vật có hoa trong họ Đại kích. Loài này được Poepp. miêu tả khoa học đầu tiên năm 1841.